# Anaplectoides clausa
Anaplectoides clausa là một loài bướm đêm trong họ Noctuidae.